# Ctenolepisma rothschildi
Ctenolepisma rothschildi är en insektsart som först beskrevs av Filippo Silvestri 1907.  Ctenolepisma rothschildi ingår i släktet Ctenolepisma och familjen silverborstsvansar. Inga underarter finns listade i Catalogue of Life.